# Джаракудук

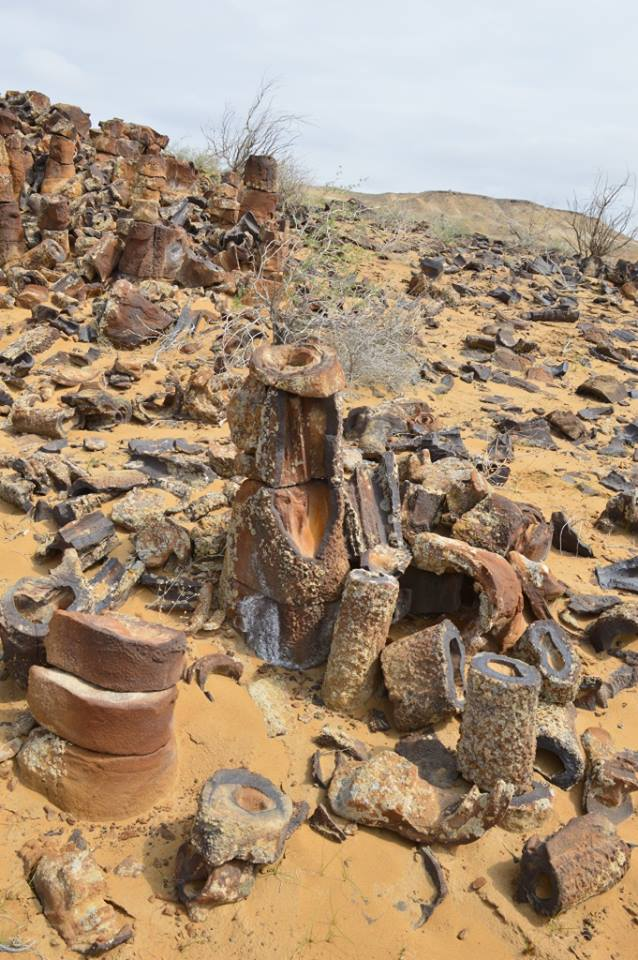
Фрагменти скам'янілих деревних стовбурів у кам'яному лісі

Уро́чище Джаракудук (узб. Jaraquduq/Жарақудуқ) — палеонтологічна формація, розташована в західній частині западини Мінгбулак в центрі пустелі Кизилкум, на території Навоїйської області Узбекистану. Комплекс верхньокрейдяних відкладень Джаракудука, має вельми різноманітний палезоологічний і палеоботанічний матеріал, відомий під назвою биссектинська свита.
Урочище Джаракудук є сукупністю каньйонів загальною площею 30 км², складених теригенними уламковими гірськими породами (з різноманітною величиною уламків, від глин до конгломератів) періоду пізньої крейди (80-100 млн років тому), які відклалися в умовах древнього морського узбережжя, лиманів і дельти що впадає в море..
На розрізах джаракудуцьких відкладень виявлена висока концентрація викопних останків організмів, в першу, черга, хребетних. На середину 2010-х виявлені представники не менше 200 таксонів родовидового рівня, що належать не менше, ніж до 70 родин: хрящові риби (акули, скати), костисті риби, земноводні, плазуни (черепахи, ящірки, крокодили, динозаври, плезіозаври), птахи, ссавці. Для 40 таксонів екземпляри, описані з Джаракудука, є типовими. Виявлені також останки безхребетних (форамініфери, двостулкові і черевоногі, амоніти, комахи) і рослин, сліди життєдіяльності тварин (гастроліти рослиноїдних динозаврів і копроліти крокодилів, стільники).
На дев'яти ділянках урочища розташовується «кам'яний ліс» з фосилізованих фрагментів сотень деревних стовбурів заввишки до 4 м.
Формація відкрита у 1919 році А. Д. Архангельським (за іншими даними, він уперше згадав Джаракудук в 1916 році). Найактивніше вивчалося палеонтологом Левом Олександровичем Несовим, що присвятив йому 20 років наукової діяльності (1975–1995). У 1994 році Л. А. Несов спорядив нову експедицію в Джаракудук спільно з американським професором біології Джеймсом Девидом Арчибальдом (Каліфорнійський університет в Сан-Дієго). Наступного року російський учений трагічно загинув, і його замінив А. О. Авер'янов. Разом з Дж. Арчибальдом вони продовжили справу польових досліджень Джаракудука, які в 1996 році були схвалені Національною академією наук США і Національним географічному суспільством США і почали фінансуватися по гранту цих організацій.